# D. P. Nichols & Company
D. P. Nichols & Company war ein US-amerikanischer Hersteller von Automobilen.

## Unternehmensgeschichte
Das Unternehmen wurde 1908 in Boston in Massachusetts gegründet. Im gleichen Jahr begann die Produktion von Automobilen. Der Markenname lautete Nichols. Noch 1908 endete die Produktion.

## Fahrzeuge
Im Angebot standen Mehrzweckfahrzeuge. Sie konnten als Krankenwagen eingesetzt werden. Dann waren sie mit einer pneumatischen Matratze und diversen medizinischen Utensilien ausgestattet. Wurde diese Geräte entfernt, diente das Fahrzeug als Tourenwagen mit Platz für sieben Personen.
J. M. Duggan kaufte eines dieser Fahrzeuge.